# Northfield (Vermont)
Northfield és una població dels Estats Units a l'estat de Vermont. Segons el cens del 2000 tenia 5.816 habitants.

## Demografia
Segons el cens del 2000, Northfield tenia 5.791 habitants, 1.819 habitatges, i 1.224 famílies. La densitat de població era de 51,2 habitants per km².
Per edats la població es repartia de la següent manera: un 19,4% tenia menys de 18 anys, un 27,2% entre 18 i 24, un 22,8% entre 25 i 44, un 18,9% de 45 a 60 i un 11,6% 65 anys o més.
L'edat mediana era de 30 anys. Per cada 100 dones de 18 o més anys hi havia 122,5 homes.
La renda mediana per habitatge era de 41.523 $ i la renda mediana per família de 51.818 $. Els homes tenien una renda mediana de 32.168 $ mentre que les dones 24.781 $. La renda per capita de la població era de 15.592 $. Entorn del 3,2% de les famílies i el 6,7% de la població estaven per davall del llindar de pobresa.